# Marienbad
Marienbad (tschechisch Mariánské Lázně [ˈmarɪˌaːnskɛː ˈlaːzɲɛ]) ist ein Kurort im Westböhmischen Bäderdreieck. Verwaltungspolitisch gehört er zum Bezirk Eger in der Karlsbader Region.
Seit 2021 gehört der Ort zum UNESCO-Welterbe der bedeutenden Kurstädte Europas (Great Spas of Europe) zusammen mit zehn anderen Kurstädten.

## Geographie

### Geographische Lage
Marienbad liegt in 630 m n.m. im Kaiserwald (Slavkovský Les) in dem klimatisch milden, nach Süden hin offenen Tal des Úšovický potok. Nördlich der Stadt befindet sich die Talsperre Marienbad.

### Stadtgliederung
Die Stadt Mariánské Lázně besteht aus den Ortsteilen Hamrníky (Hammerhäuseln), Chotěnov-Skláře, Kladská (Glatzen), Mariánské Lázně (Marienbad), Stanoviště (Stanowitz) und Úšovice (Auschowitz). Grundsiedlungseinheiten sind Hamrnický les, Hamrníky, Chotěnov (Kuttnau), Jižní Město, Kasárna Hamrníky, Kladská, Lázeňský areál I, Lázeňský areál II, Mariánské Lázně-střed, Na Ruské, Panská Pole, Rybníky, Skláře (Flaschenhütte), Stanoviště, Stavební Mlýn, U nádraží, Úšovice, Vora und Za nádražím.
Das Gemeindegebiet gliedert sich in die Katastralbezirke Chotěnov u Mariánských Lázní, Mariánské Lázně, Stanoviště u Mariánských Lázní und Úšovice.

### Klima
|                       | Jan | Feb | Mär | Apr | Mai | Jun | Jul | Aug | Sep | Okt | Nov | Dez |   |      |
| Mittl. Tagesmax. (°C) | 0   | 3   | 8   | 14  | 19  | 21  | 23  | 23  | 18  | 13  | 6   | 2   | ⌀ | 12,5 |
| Mittl. Tagesmin. (°C) | −4  | −4  | −1  | 2   | 7   | 10  | 12  | 11  | 8   | 4   | 0   | −3  | ⌀ | 3,5  |
|                       |     |     |     |     |     |     |     |     |     |     |     |     |   |      |
| Sonnenstunden (h/d)   | 2   | 2   | 5   | 6   | 8   | 9   | 9   | 8   | 6   | 4   | 3   | 1   | ⌀ | 5,3  |
|                       |     |     |     |     |     |     |     |     |     |     |     |     |   |      |
| Regentage (d)         | 13  | 12  | 12  | 13  | 13  | 13  | 13  | 13  | 10  | 13  | 12  | 13  | Σ | 150  |

| −4 |

| −4 |

| −1 |

| 2 |

| 7 |

| 10 |

| 12 |

| 11 |

| 8 |

| 4 |

| 0 |

| −3 |

| −4 |

| −4 |

| −1 |

| 2 |

| 7 |

| 10 |

| 12 |

| 11 |

| 8 |

| 4 |

| 0 |

| −3 |

## Geschichte

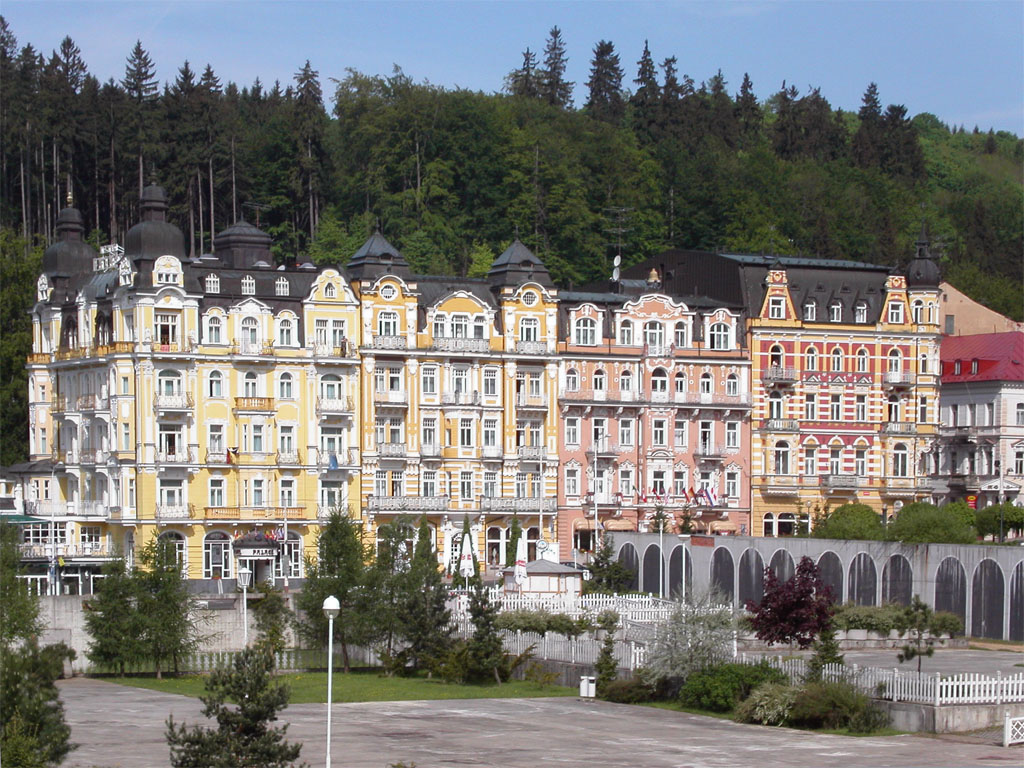
Häuserreihe im Stadtzentrum

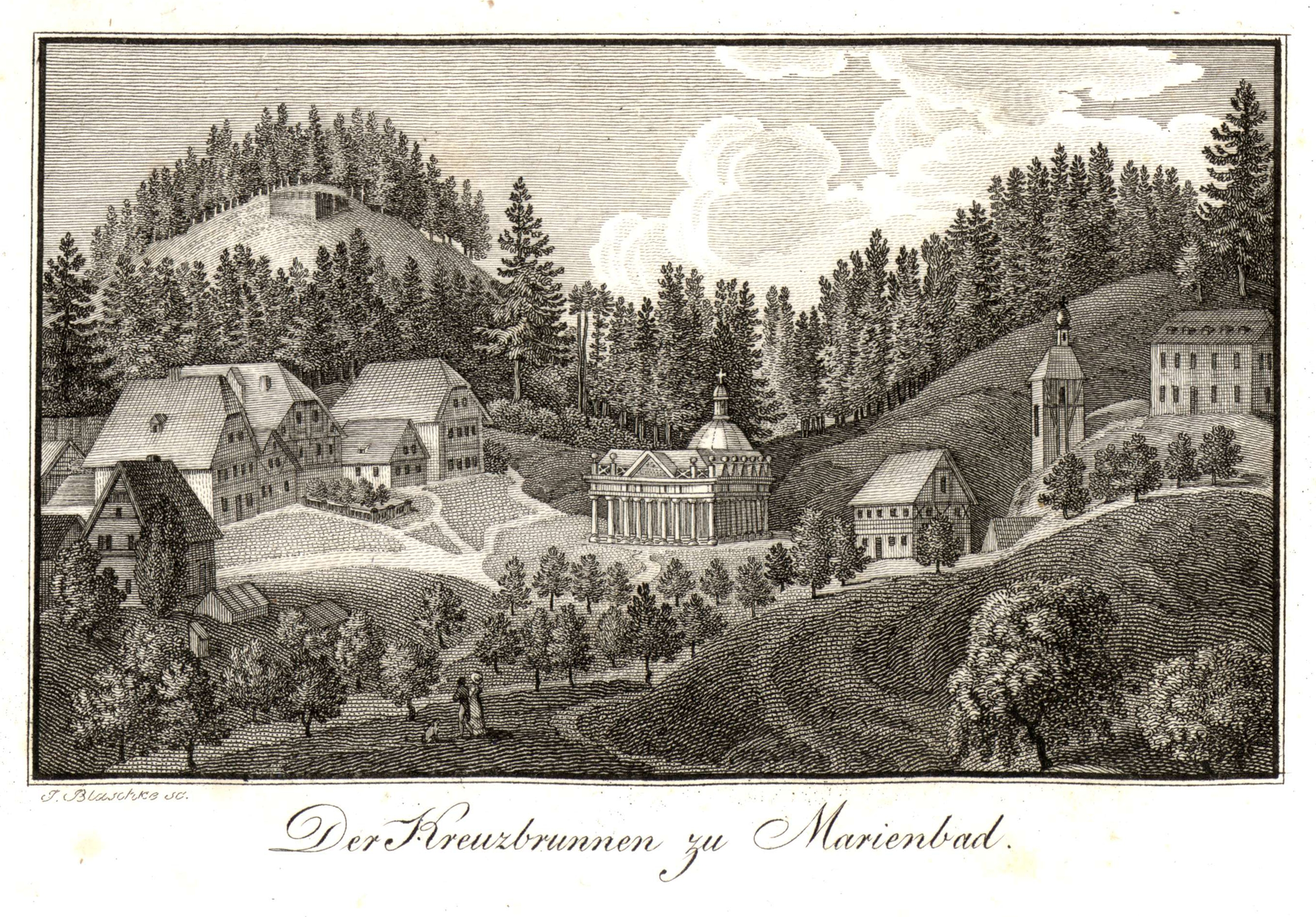
Kreuzbrunnen in Marienbad, Kupferstich um 1815

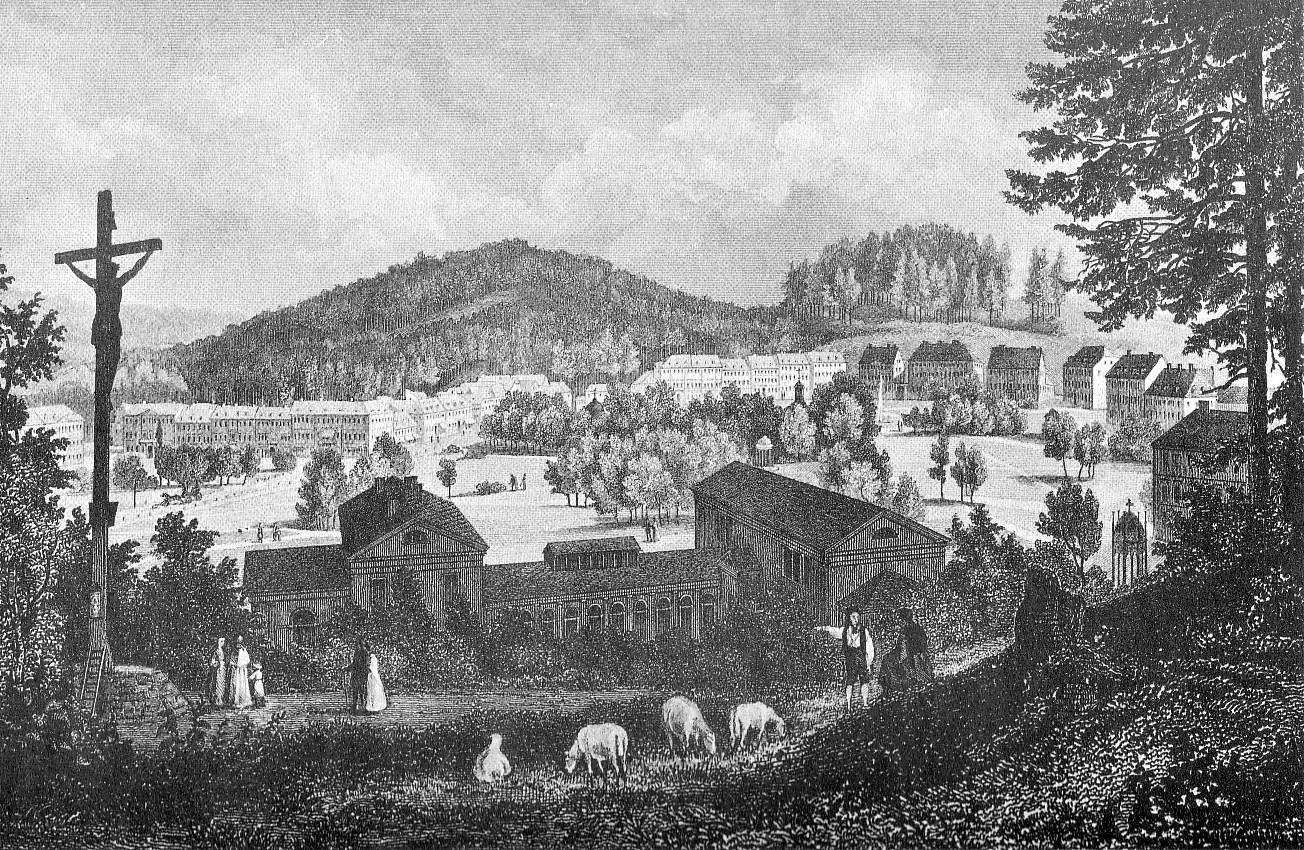
Marienbad um 1850

Marienbad mit Kirche und Rudolphsquelle um 1910

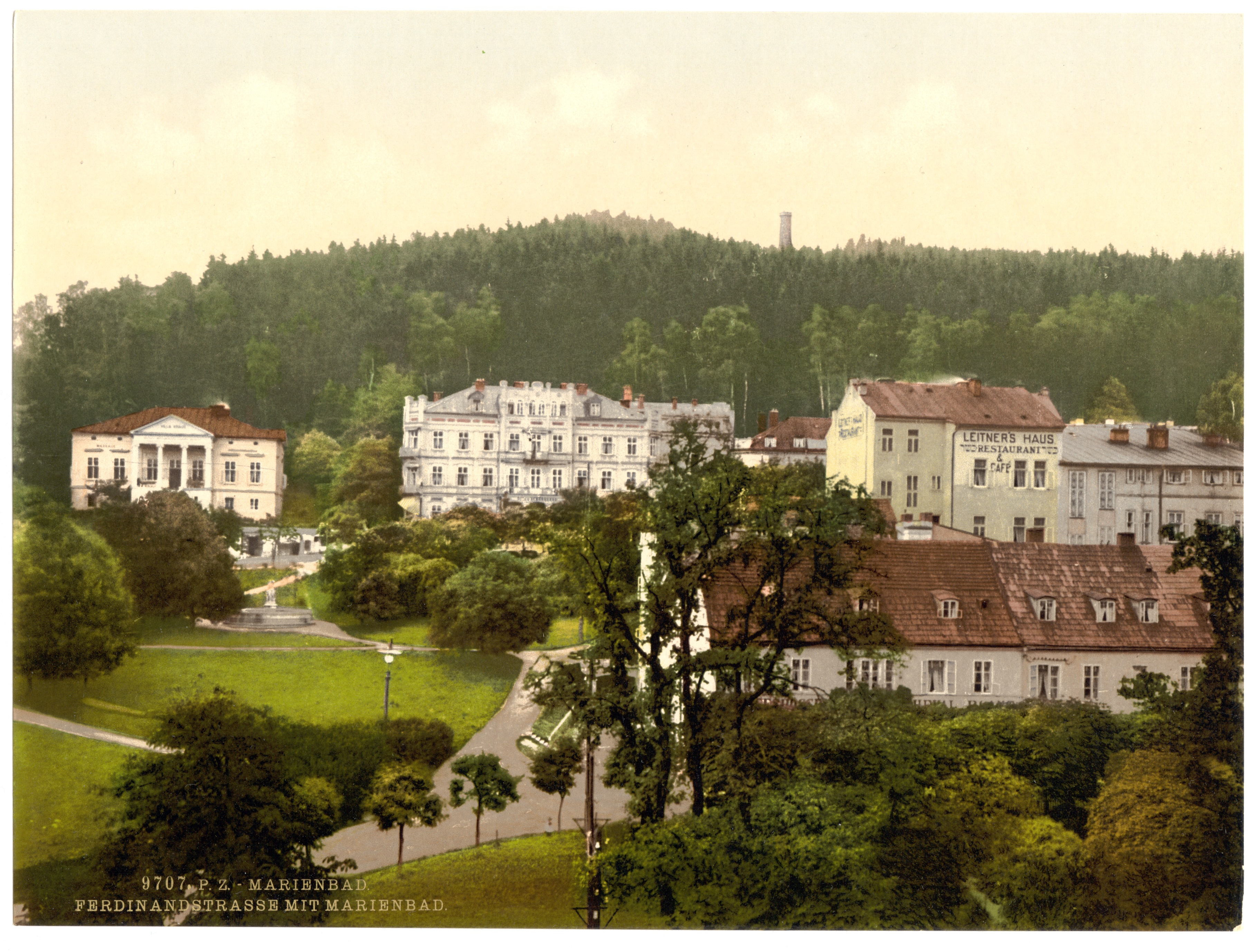
Marienbad, Ferdinandstraße um 1900

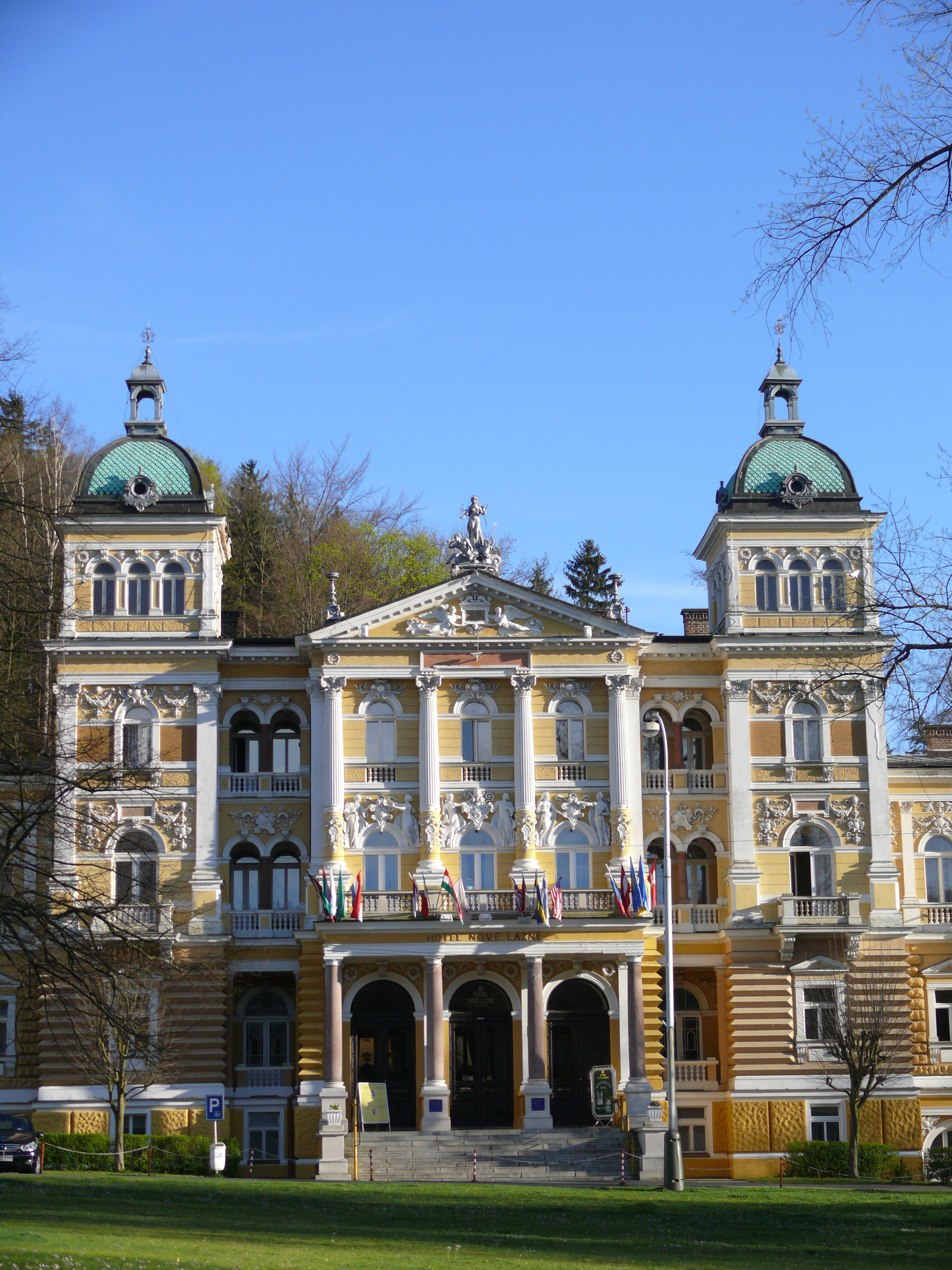
Hotel Nové Lázně

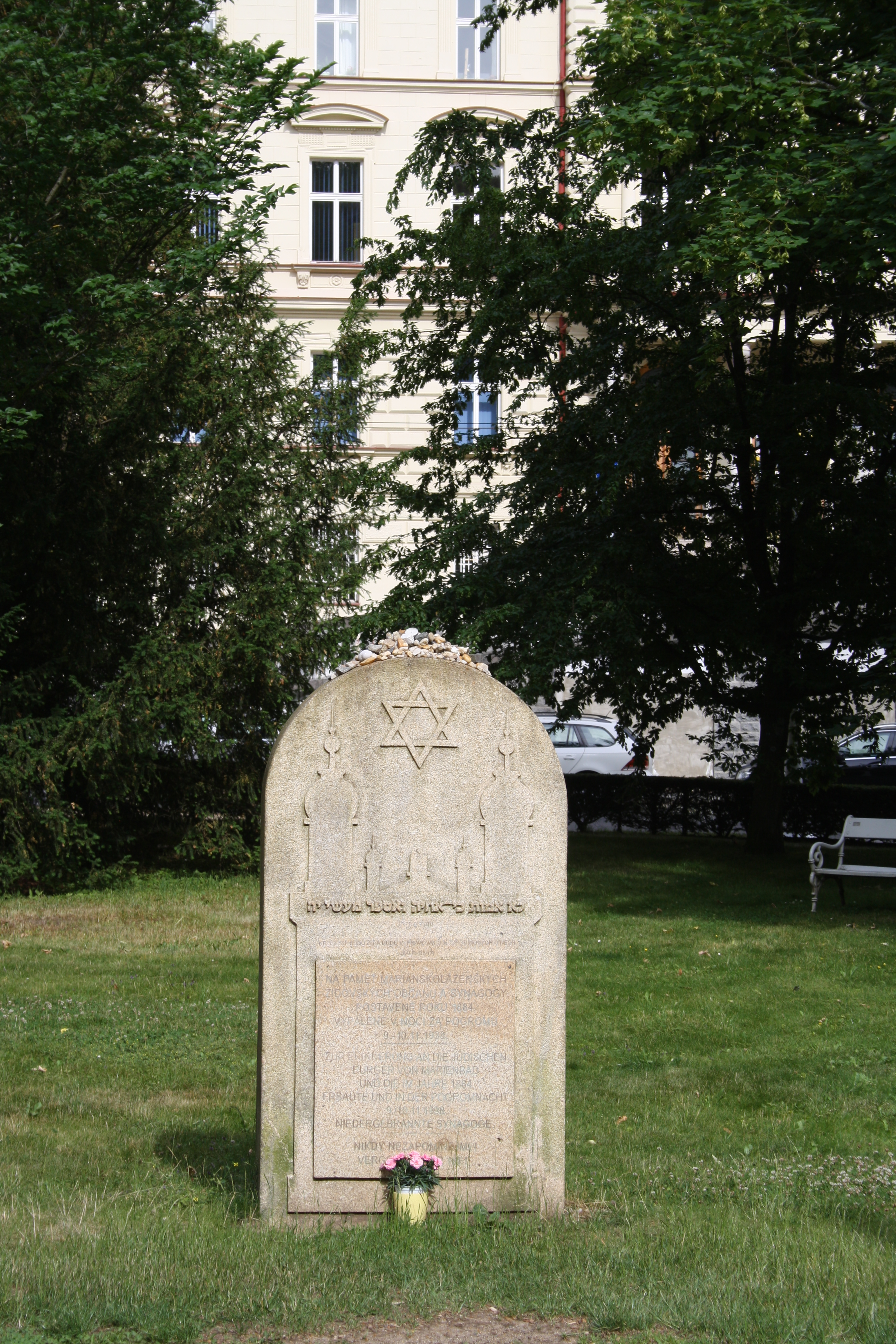
Denkmal an der Stelle der von den Nationalsozialisten in der Reichspogromnacht 1938 niedergebrannten Synagoge

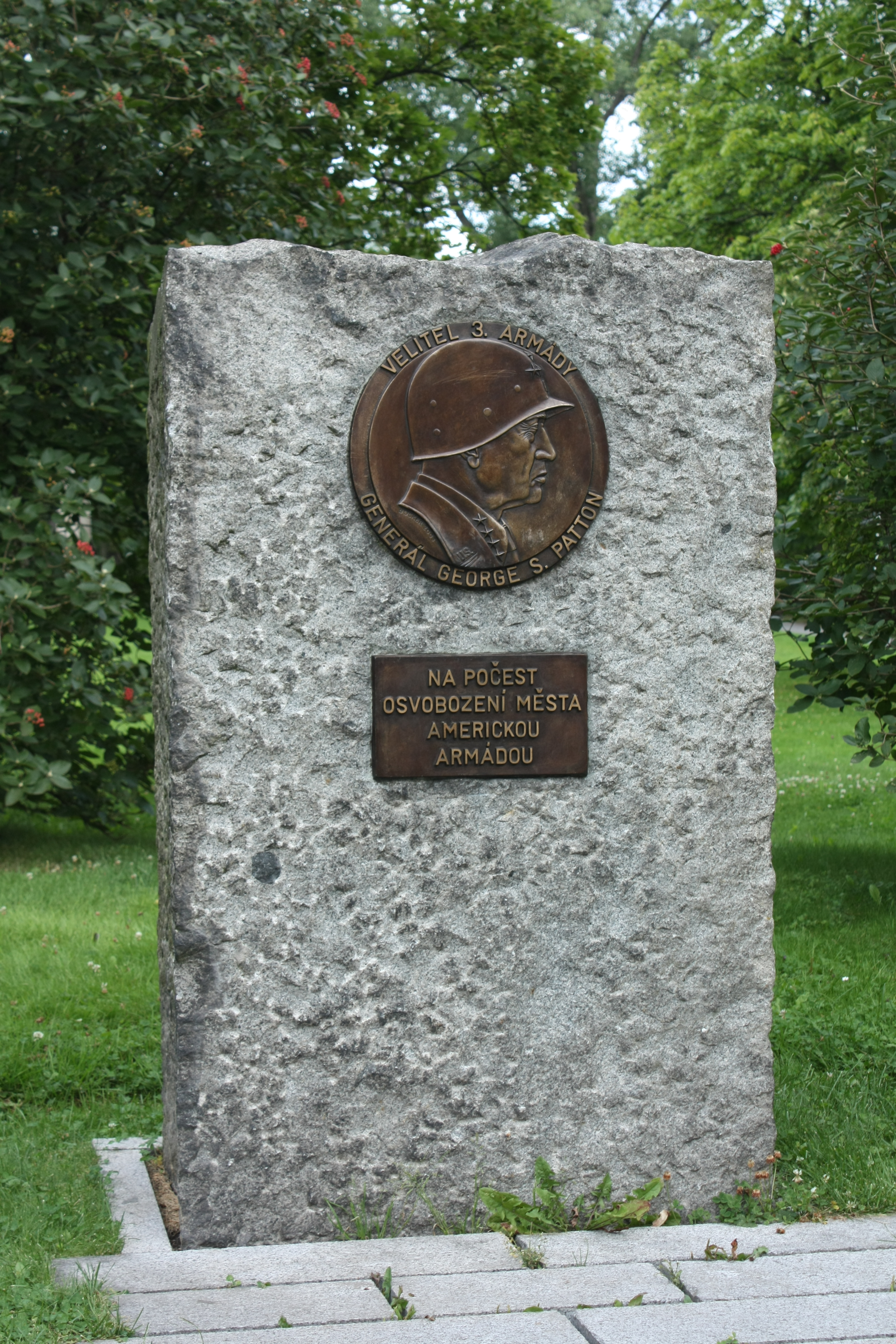
Denkmal für General Patton

Ende des 12. Jahrhunderts gründete der böhmische Gaugraf Hroznata von Ovenec in der Gegend in einem Flusstal das Stift Tepl, das zum Prämonstratenserorden gehört. Zu dieser Zeit bestand das Gelände überwiegend aus Sumpf. Im 14. Jahrhundert wurde die durch die Pest entvölkerte Gegend von Deutschen besiedelt. Die Chorherren des Stiftes Tepl wussten bereits im Mittelalter von Heilquellen, die als sauer oder als Säuerling bezeichnet wurden. 1528 wurde das Wasser der Quellen auf Geheiß von König Ferdinand I. auf seine Bestandteile untersucht. Aus der Ferdinandsquelle wurde danach Salz gewonnen, das sich aber wegen seiner abführenden Wirkung nicht als Kochsalz verwenden ließ; es handelte sich um Glaubersalz. 1679 erschien eine Schrift über sechs der Heilquellen.
Im 17. Jahrhundert badeten Kranke aus der Umgebung in dem als heilend geltenden Schlamm und tranken das Wasser der Auschowitzer Quellen. Der Klosterarzt des Stiftes Tepl Johann Josef Nehr untersuchte die Heilwirkung der eisenhaltigen, hypotonischen und mineralisierten Säuerlinge und gab darüber eine beachtete Veröffentlichung heraus. In den Jahren 1807 und 1808 ließ der Abt des Stiftes Chrysostomus Laurentius Pfrogner auf dessen Drängen im Quellgebiet an der Marienquelle, die wegen ihres unangenehmen Geruchs nach Schwefel auch „Stinkquelle“ genannt wurde, ein erstes festes Badehaus errichten.
Im Jahr 1813 wurde der Sekretär Pfrogners Karl Prokop Reitenberger Abt des Stifts und richtete nach den Veröffentlichungen des Klosterarztes Nehr einen Badeort ein, der 1818 als solcher anerkannt wurde und nach der Marienquelle den Namen Marienbad erhielt. Er gilt damit als Begründer des Kurortes Marienbad. Abt Reitenberger setzte Anteile des Klostervermögens für den Aufbau des Kurortes ein, beauftragte Wenzel Skalnik, die Sümpfe trockenzulegen und Parkanlagen zu gestalten. Von 1817 bis 1823 bauten die Architekten Georg Fischer und Anton Turner Kurgebäude, und Abt Reitenberger konnte die Anfangszeit des Kurorts Marienbad miterleben. Sein Erfolg löste Widerstand und Missgunst bei Chorherren des Stifts Tepl aus; diese warfen ihm vor, die Geldmittel des Klosters zu verschwenden. Er wurde 1826 zum Rücktritt als Abt gezwungen. Die Stadt Marienbad ließ ihrem Gründer 1879 auf der Kreuzbrunnenpromenade ein Denkmal errichten.
1824 bestand Marienbad aus etwa 40 repräsentativen Gebäuden und hatte bereits einen guten Ruf als Kurort. Johann Wolfgang von Goethe war 1820 zum ersten Mal dort. Ihm zu Ehren wurde in dem Haus seines Aufenthalts, der ehemaligen Pension Zur Goldenen Traube, das Stadtmuseum eingerichtet. Auf dem Platz vor dem Museum (dem Goetheplatz) steht ein Goethe-Denkmal. Richard Wagner fand in der Abgeschiedenheit und Ruhe Marienbads Inspiration. Er entwarf dort zwei seiner wichtigsten Werke, Lohengrin und Die Meistersinger von Nürnberg. Erst 1865 erhielt der Ort die Stadtrechte. Der eigentliche Aufschwung des Kurbetriebs kam ab 1872 mit dem Anschluss an die Eisenbahn, wodurch eine direkte Verbindung nach Wien und Prag geschaffen wurde, ab Dezember 1898 auch nach Karlsbad.
1897 kam Kronprinz Albert Edward, 1901–1910 König Edward VII. von Großbritannien, zum ersten Mal zur Kur nach Marienbad, was den Ruf des Bades sehr förderte. 1904 besuchte ihn dort der österreichische Kaiser Franz Joseph I.; ein Denkmal, das die beiden Monarchen in Lebensgröße auf einer Parkwiese stehend zeigt, erinnert daran. 
Die Saison in Marienbad dauerte vom 1. Mai bis zum 30. September. Die jährliche Frequenz war seit 1893 von 16.000 auf nahezu 25.000 Patienten gestiegen. Außerdem hielten sich in jeder Saison ungefähr doppelt so viele Besucher kurzfristig in Marienbad auf.
Im Jahr 1904 hatte Marienbad 26.410 Kurgäste.
Der Erste Weltkrieg bedeutete einen Einschnitt, doch ab 1920, nach der 1918 erfolgten Gründung der Tschechoslowakei, lebte die Kur wieder auf, und 1929 wurde die Rekordzahl von 41.000 Kurgästen erreicht. Bis Mitte 1931 setzte die tschechoslowakische Regierung ihre Pläne durch, die Alleinverfügungsgewalt des Stifts Tepl für Marienbad zu beseitigen. Die Bäder und Bäderanlagen wurden einer Kommission aus Vertretern des Staates, der Stadt und des Stifts Tepl unterstellt.
Marienbad gehörte nach dem Münchner Abkommen und der anschließenden Besetzung des Sudetenlandes durch deutsche Truppen ab 1. Oktober 1938 bis zum Ende des Zweiten Weltkriegs zum Landkreis Marienbad, Regierungsbezirk Eger, im Reichsgau Sudetenland des Deutschen Reichs. Der Krieg stellte eine entscheidende Zäsur dar, da er das vorläufige Ende des internationalen Besucherzuspruchs bedeutete. Die im Jahr 1884 errichtete Synagoge wurde von den Nationalsozialisten in der Reichspogromnacht 1938 zerstört. Das Grundstück der abgerissenen Synagoge blieb seitdem unbebaut. Marienbad wurde im Zweiten Weltkrieg nicht zerstört.
Im Jahr 1900 hatte Marienbad 4.617 Einwohner, davon waren 4.504 deutsch- und 25 (0,55 %) tschechischsprachig. Am 1. Dezember 1930 hatte die Stadt 7202 Einwohner (davon 518 (6,7 %) Tschechen), am 17. Mai 1939 7706 und am 22. Mai 1947 nur noch 6027 Bewohner. Aufgrund der Beneš-Dekrete wurde die seit Jahrhunderten angestammte, deutsche Bevölkerung 1945 enteignet und vertrieben. Ihr Vermögen wurde durch das Beneš-Dekret 108 konfisziert, das Vermögen der evangelischen Kirche durch das Beneš-Dekret 131 liquidiert und die katholischen Stadtkirchen in der kommunistischen Zeit enteignet. Anstelle der deutschsprachigen Bevölkerung wurden in der Stadt Tschechen, hauptsächlich aus Zentralböhmen, angesiedelt.
Die Kureinrichtungen wurden 1946 verstaatlicht. Nach 1948 wurde Marienbad zu einem Kurort für sozialistische Arbeiter. 1952 wurde dort ein balneologisches Forschungszentrum gegründet. Nach der Samtenen Revolution 1989 und dem Zerfall des Ostblocks wurden viele staatseigene Betriebe privatisiert, darunter auch alle Kureinrichtungen, Hotels, Wohngebäude und sonstigen Betriebe in Marienbad.
Viele Gebäude, vor allem die im Kurbezirk, sind inzwischen saniert und restauriert.
Man setzt wieder stark auf ausländische Kurgäste, vor allem Deutsche und Russen, und weiterhin auf inländische Kurgäste.
Zusammen mit zehn anderen Kurorten Europas, den Great Spas of Europe, wurde Marienbad 2021 in die Liste des UNESCO-Welterbes aufgenommen. Die positive Entscheidung über die Aufnahme erfolgte am 24. Juli 2021.

## Bevölkerung
Bevölkerungsentwicklung bis 1945
| Jahr | Einwohner | Anmerkungen                                    |
| ---- | --------- | ---------------------------------------------- |
| 1837 | 0334      | in 67 Häusern, größtenteils deutsche Einwohner |
| 1869 | 1.566     |                                                |
| 1880 | 2.480     |                                                |
| 1890 | 3 054     |                                                |
| 1900 | 4.617     | deutsche Einwohner                             |
| 1930 | 7.202     | davon 518 Tschechen                            |
| 1939 | 7.713     | [ 12 ]                                         |

Bevölkerungsentwicklung nach Ende des Zweiten Weltkriegs
(Stand: 31.12. des jeweiligen Jahres)
| Jahr | Einwohner |
| ---- | --------- |
| 1947 | 08.441    |
| 1960 | 12.406    |
| 1970 | 13.422    |
| 1980 | 18.109    |
| 1990 | 18.467    |

| Jahr | Einwohner |
| ---- | --------- |
| 2000 | 15.004    |
| 2010 | 13.587    |
| 2020 | 12.752    |
| 2022 | 13.766    |

## Städtepartnerschaften
- Bad Homburg vor der Höhe, Deutschland (1991)[14]
- Chianciano Terme, Italien (2000)
- Marcoussis, Frankreich (2005)
- Weiden in der Oberpfalz, Deutschland (2007)
- Nischni Tagil, Russland (2007–2022)
- Poděbrady, Tschechien (2008)

## Sehenswürdigkeiten und Kultur

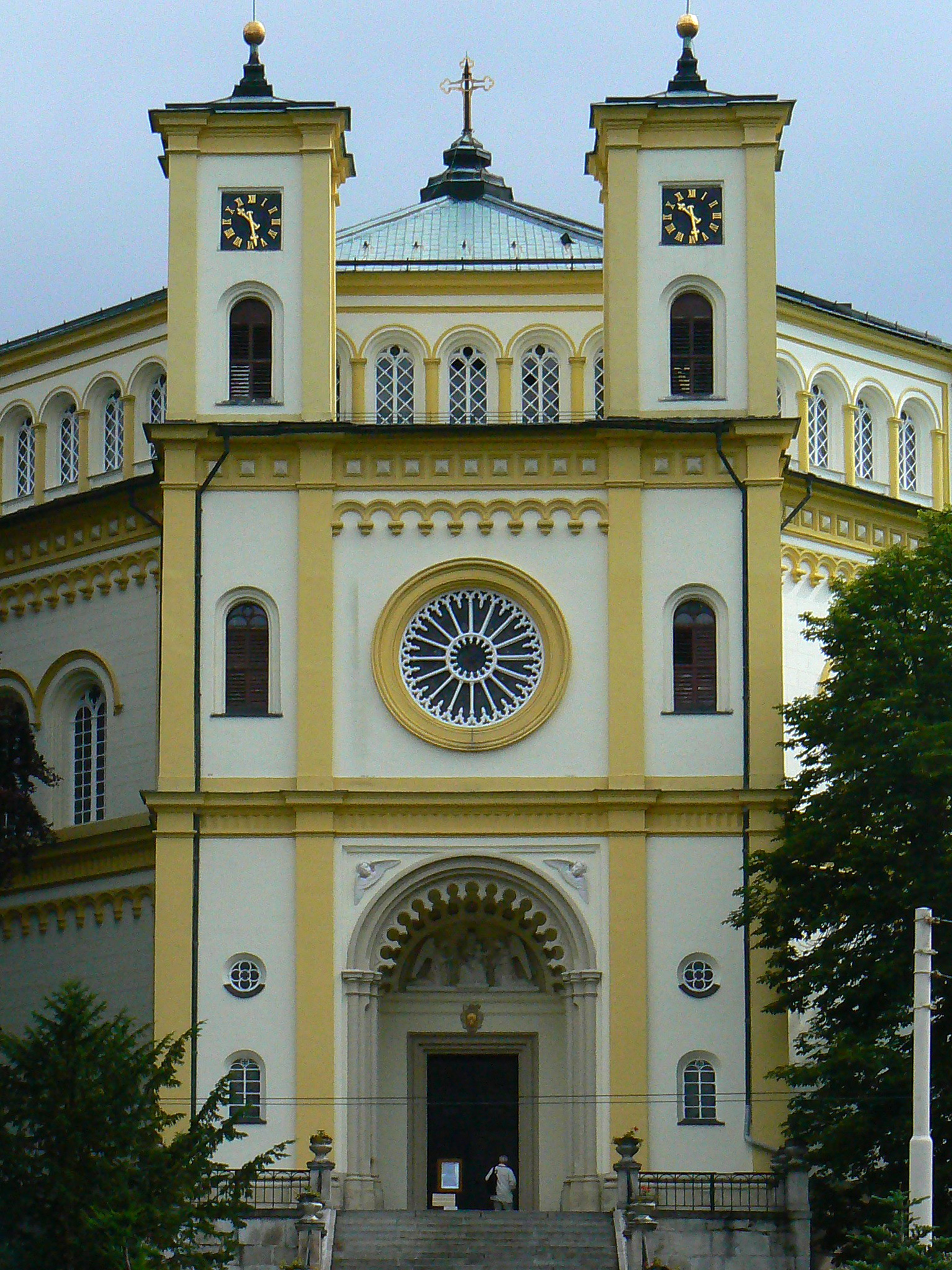
Kirche Maria Himmelfahrt

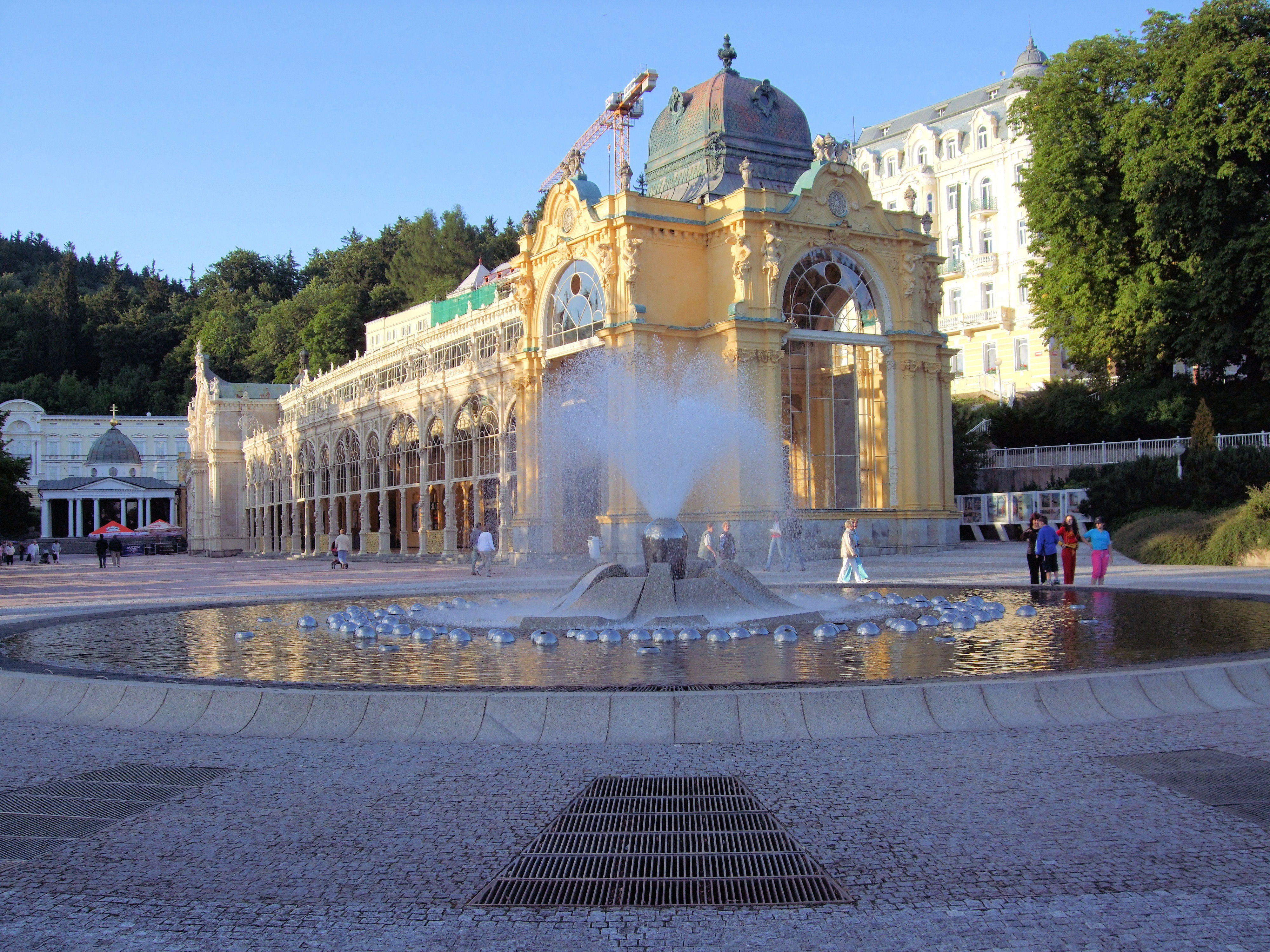
Singende Fontäne

### Bauwerke
- Römisch-katholische Dekanatskirche Mariä Himmelfahrt (1848) von Johann Gottfried Gutensohn
- Evangelische Corpus-Christi-Kirche, 1857 eingeweiht
- Anglikanische Kirche (Ruská 98/5), in den Jahren 1878–1879 im Stil einer englischen Dorfkirche von der Witwe des in Marienbad 1867 verstorbenen Kurgastes John Scott of Rodono erbaut. Der aus London stammende Architekt William Burges entwarf den Bau, ausgeführt wurde dieser durch den einheimischen Baumeister Friedrich Zieckler. Eine Gedenktafel erinnert an den britischen Kronprinzen Edward VII., der in den Jahren 1897–1909 bei seinen Kuraufenthalten den Gottesdienst besuchte.
- Chopin-Haus (Hlavní tnda 47), Gedenkstätte für den Komponisten Frédéric Chopin, der 1836 in dem Haus wohnte, das damals „Zum weißen Schwan“ hieß und zu den ältesten Gebäuden in Marienbad zählt. Im Gebäude befindet sich auch die Touristeninformation.
- Singende Fontäne an der Kurkolonnade
- Miniaturenpark „Boheminium Park“ im Osten der Stadt

### Museen
- Stadtmuseum am Goetheplatz mit angrenzendem geologischem Park.

### Regelmäßige Veranstaltungen
- Festliche Eröffnung der singenden Fontäne
- Feier der Befreiung. Erinnerungsveranstaltung, bei der an die Befreiung der Stadt durch die amerikanische Armee erinnert wird.
- Feierliche Eröffnung der Kursaison traditionell am zweiten Maiwochenende.
- Marienbad Film Festival, seit 2016 regelmäßig im Sommer.
- Spa Run Marienbad, traditioneller Laufwettbewerb
- Chopin Festival, zum ersten Mal im Jahr 1959 veranstaltet, findet jährlich im August statt
- SPA FOOD FESTIVAL.
- Schritt zu Gesundheit, Nordic-Walking-Marsch, der jährlich im September stattfindet
- Internationales Folklore-Festival „Marienbader Herbst“ (Mariánský podzim), jährlich veranstaltet
- Festliches Beenden des Betriebs der singenden Fontäne Ende Oktober
- Austragung von Motorradsport-Veranstaltungen auf der 1000-Meter-Sandbahn durch den Ortsansässigen Club AMK Marianske Lazne. Seit 1976 wurden insgesamt 11 Finalrennen der Langbahn-Weltmeisterschaft auf der Bahn in Marienbad ausgetragen.

## Wirtschaft und Infrastruktur

### Kuranlagen
In der Stadt entspringen 40 Heilquellen, in der Umgebung rund 100 weitere. Die Mineralquellen sind reich an Kohlensäure und Mineralsalzen. Empfohlen werden Trinkkuren, Moorbäder und andere Behandlungen gegen Atmungs-, Stoffwechsel- und Nierenerkrankungen, Verspannungen und Schmerzen im Bewegungsapparat.
Der Ort hat unter anderem einen großen Kurpark, ein Denkmal des Gründers Abt Karl Prokop Reitenberger, eine Goethe-Gedenkstätte und einige Routen zum Wandern, zum Beispiel zum Aussichtsturm Rozhledna und einen geologischen Lehrpfad.

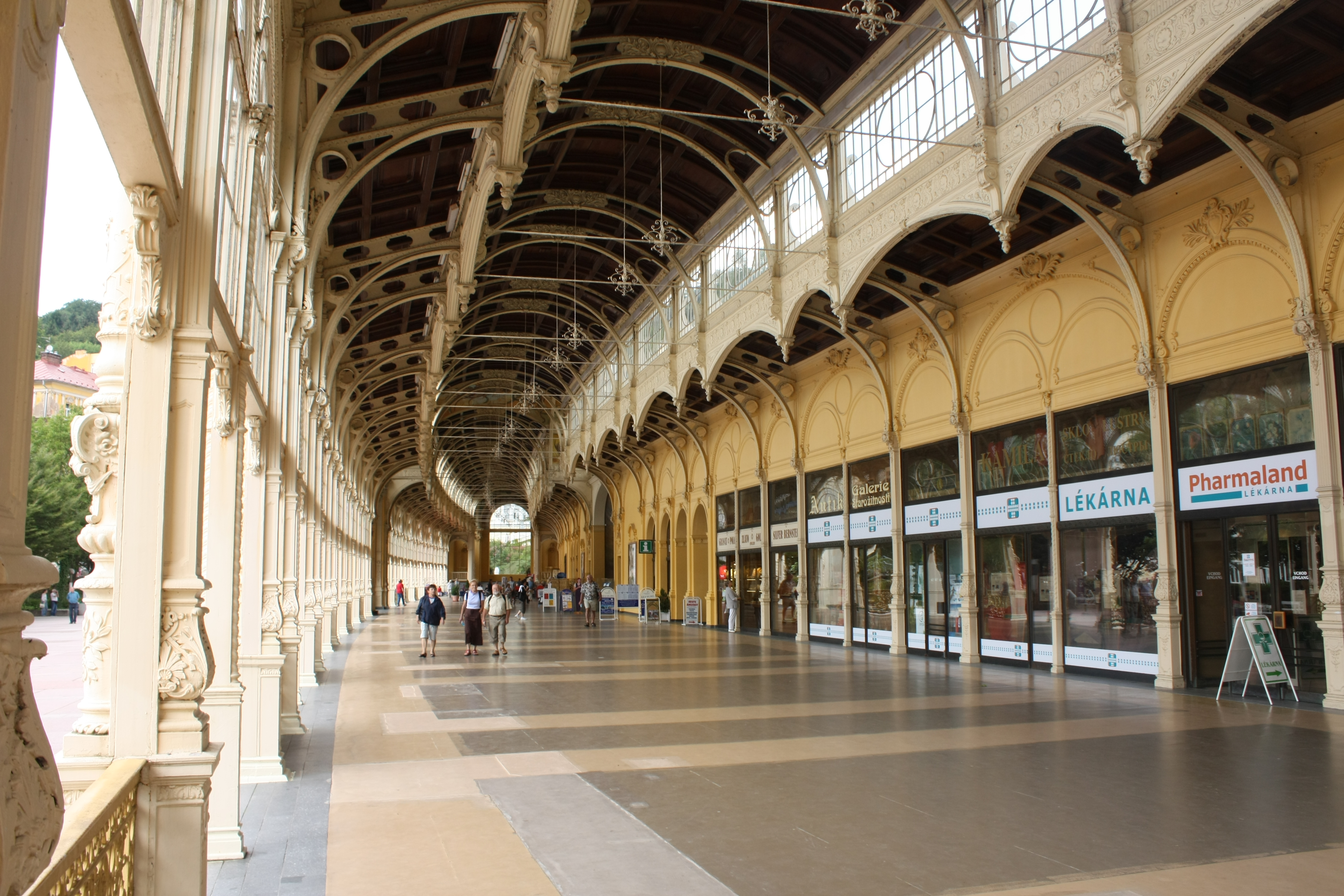
Blick ins Innere der gusseisernen Kolonnade aus dem Jahr 1869
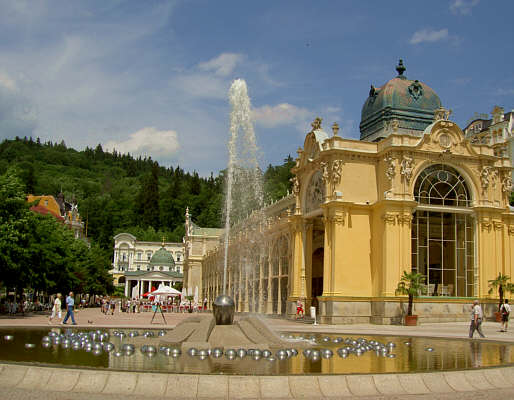
Kolonnade mit „singender Fontäne“
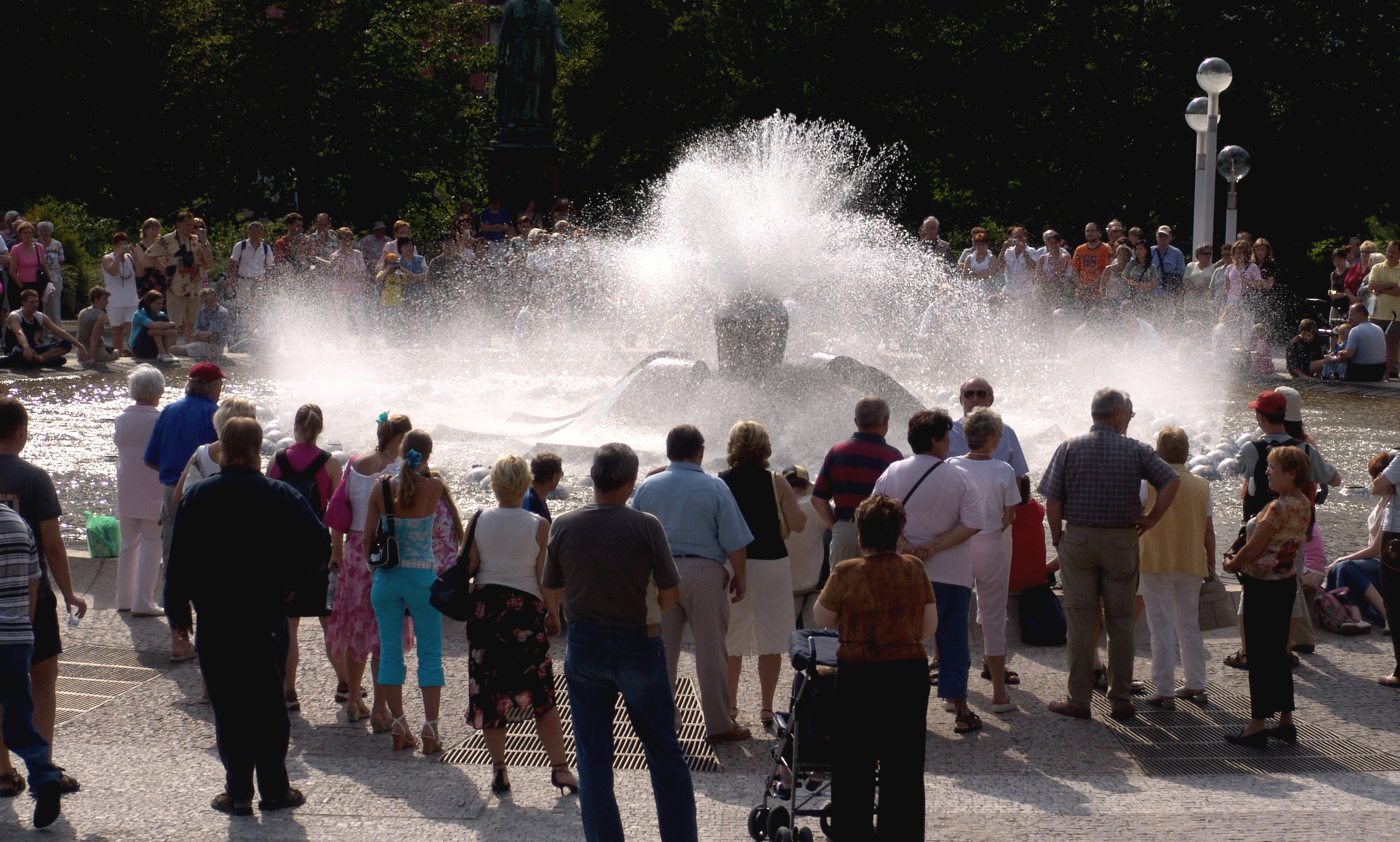
„Singende Fontäne“
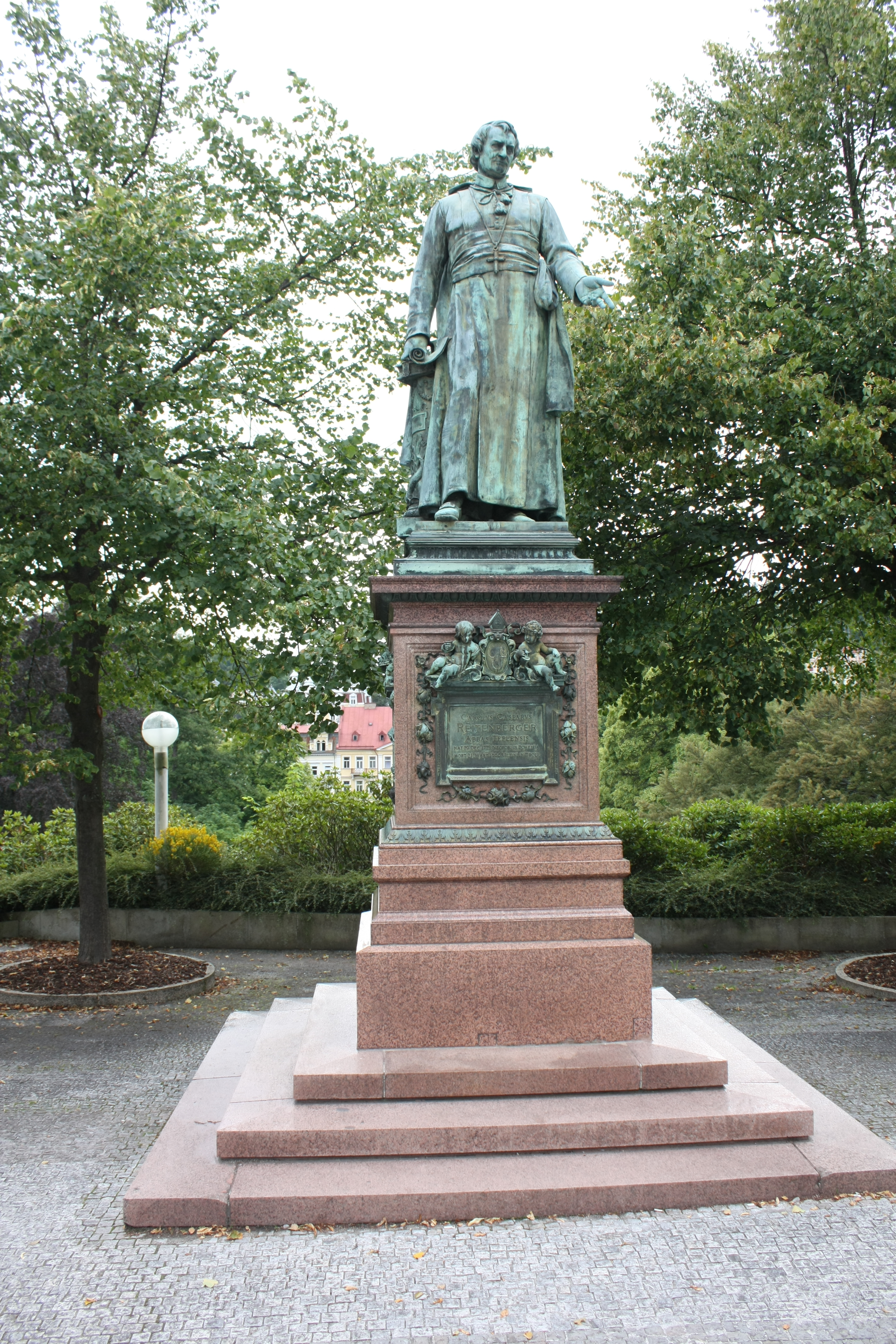
Denkmal für Karl Kaspar Reitenberger nahe der Kolonnade
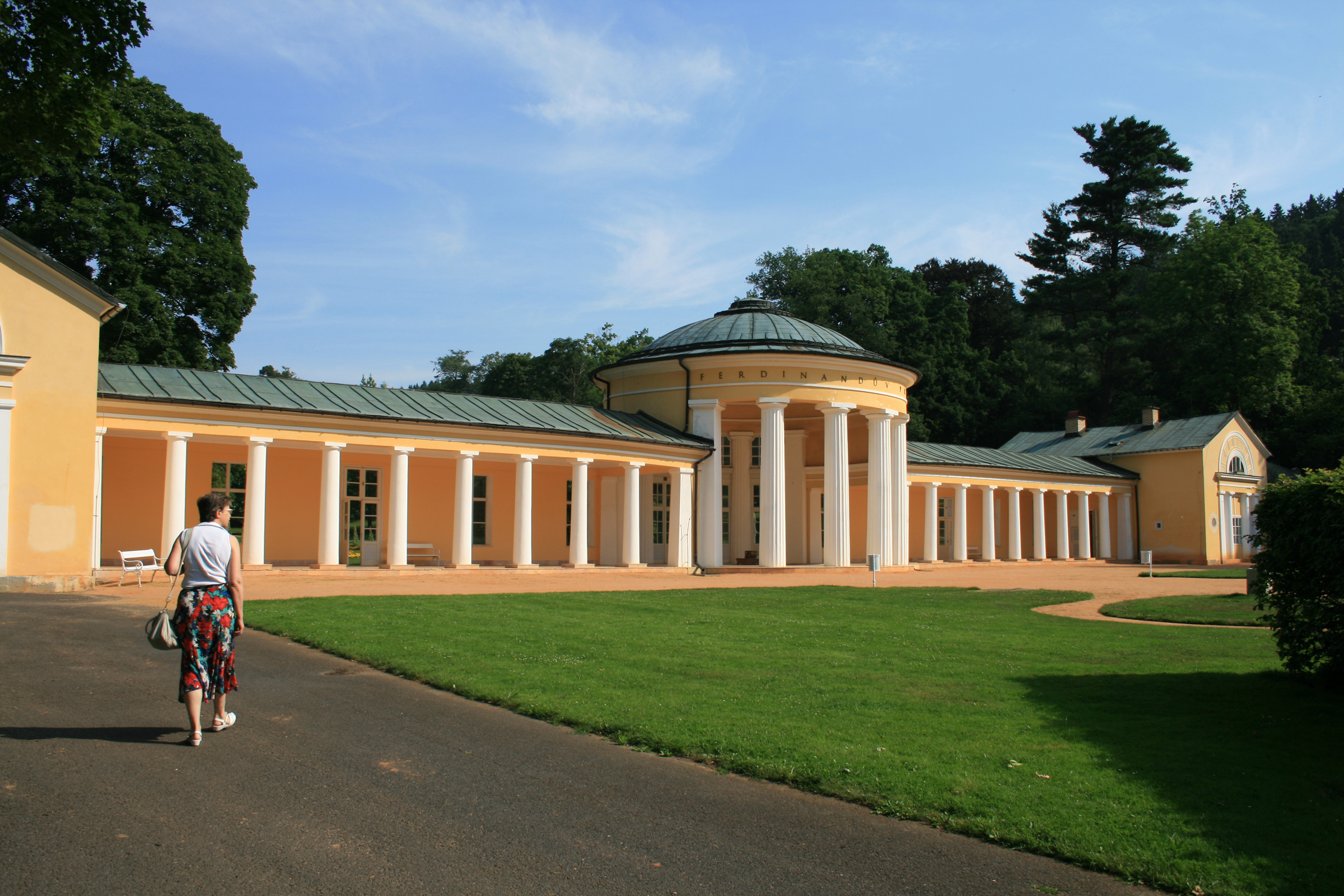
Kolonnade der Ferdinandsquelle
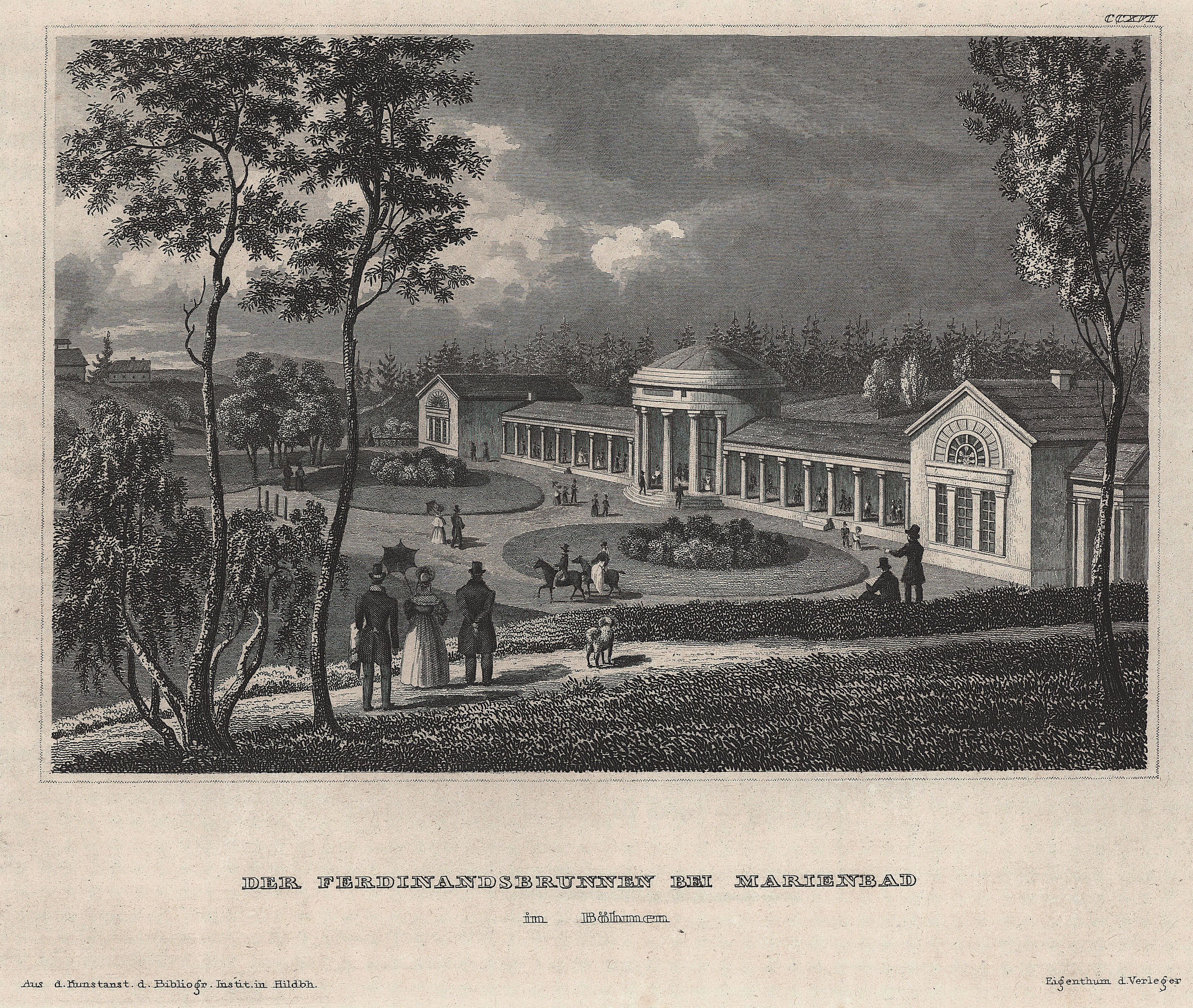
desgl. um 1838

### Heilwasserquellen
Quellgebiet um Marienbad
Geologisch befinden sich die Quellgebiete um Marienbad im Bohemikum, genauer im Marienbader Komplex und dem sogenannten Tepler Kristallin.
Während im Marienbader Komplex Metabasite und Metaultrabasite, wie zum Beispiel Amphibolite und Serpentinite, auftreten, sind im Tepler Kristallin vor allem Gneise, Schiefer und Phyllite charakteristisch. Diese stellen die metamorphen Äquivalente der paläozoischen und proterozoischen Sedimente des Barrandiums in der Prager Mulde dar.
Im Tertiär kam es zum Einbruch des von Nordost nach Südwest streichenden Egergrabens. Erste tektonische Strukturen traten bereits im Eozän (vor 57 bis 35 Millionen Jahren) auf, die Hauptaktivität lag jedoch im Miozän (vor 24 bis 5 Millionen Jahren). Als Folge entstand aktiver Vulkanismus, der bis ins Quartär, das vor 1,8 Millionen Jahren begann, andauerte. Daneben wird das Gebiet durch die von Nordnordwest nach Südsüdost verlaufende Marienbader Störung geprägt.
An dieser tief reichenden Bruchtektonik kommt es zu Wegigkeiten für aufsteigendes Wasser; besonders in Zusammenhang mit Vulkanismus entstanden Mineralquellen und Thermalquellen. Sind die Quellen natürlich mit CO2 angereichert, spricht man von Säuerlingen, bei direktem Gasaustritt handelt es sich um Mofetten.
Häufig sind die Quellen eisenhaltig, was sich zum einen auf den Geschmack des Quellwassers auswirkt, zum anderen fällt beim Kontakt mit Luftsauerstoff (O2) durch Oxidation des im Wasser gelösten zweiwertigen Eisens (Fe2+) Eisenhydroxid (Fe(OH)2) aus. Da die Tiefenwässer sauerstofffrei sind, liegt keine mikrobielle Belastung vor.
Neben Eisen sind meist auch andere Mineralstoffe gelöst. Normalerweise geben Metamorphite diese nur in geringerem Maße ab. Aufgrund der Durchströmung der Gesteine mit CO2 haltigem Wasser, also einer sauren Lösung, wird dieser Prozess jedoch erleichtert. Aus kaolinisiertem Albit, einem Feldspat, stammen beispielsweise Natrium und Calcium, aus Serpentiniten dagegen kann vermehrt Magnesium gelöst und im Wasser angereichert werden.
Im Umfeld von Marienbad sind unterschiedliche Quelltypen anzutreffen. Es gibt Thermal- und Mineralquellen, die zur Entstehung des Bäderdreiecks mit Karlsbad, Marienbad, Franzensbad und Sibyllenbad führten und gleichzeitig erklären, warum in der Region einige Mineralbrunnen angesiedelt sind. Neben den Quellen, die Tiefenwasser fördern, gibt es auch oberflächennahe Quellen und Arteser. Entlang von Störungen treten Quellen und Mofetten oft perlschnurartig aneinandergereiht auf.
Wichtige Heilquellen

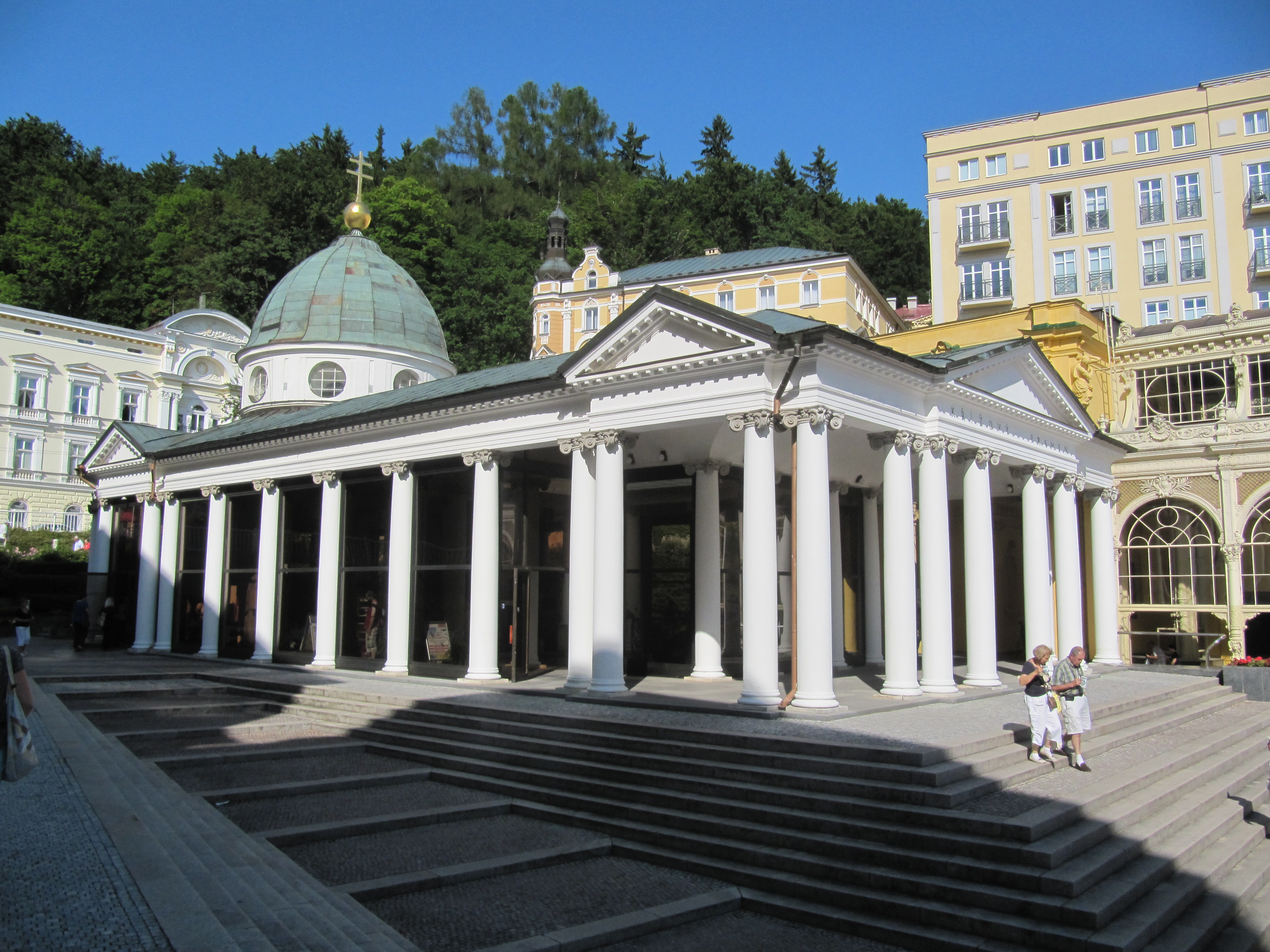
Pavillon der Kreuzquelle an der Promenade

- Alexandraquelle, benannt nach der Prinzessin Alexandra von Preußen, befindet sich im Kurpark
- Ambrosiusquelle, benannt nach dem Abt Hieronymus Ambrosius (1741–1767) des Klosters Tepl, befindet sich zwischen dem Kurhaus des Zentralbads (Centralni Lázne) und dem Gesellschaftshaus Casino im Neuen Bad (Nové Lázne).
- Ferdinandquelle, ist wahrscheinlich die erste entdeckte Heilquelle Marienbads. Benannt ist sie nach Kaiser Ferdinand I., der bereits 1528 das Wasser untersuchen ließ. 1826/27 entstand eine Kolonnade, die noch erhalten ist.
- Karolinaquelle, 1870 nach der Ehefrau von Kaiser Franz I., Karoline Augusta, benannt. Zu dieser Zeit entstand dort ebenfalls eine Kolonnade.
- Kreuzquelle, seit 1750 als „Sauerbrunnen“ genutzt. Über diesem Brunnen wurde im 19. Jahrhundert ein imposanter Tempel mit Kuppel und goldenem Kreuz errichtet, der 1912 abgerissen und durch eine Beton-Reproduktion ersetzt wurde.
- Marienquelle, der Marienbad den Namen verdankt, als erste der Quellen für Bäder benutzt. Das Wasser enthält besonders viel Kohlensäure.
- Waldquelle, gehört zu den eisenhaltigen Sauerbrunnen, wird für die Trinkkur und zum Gurgeln benutzt und befindet sich nördlich der Stadt

### Verkehr

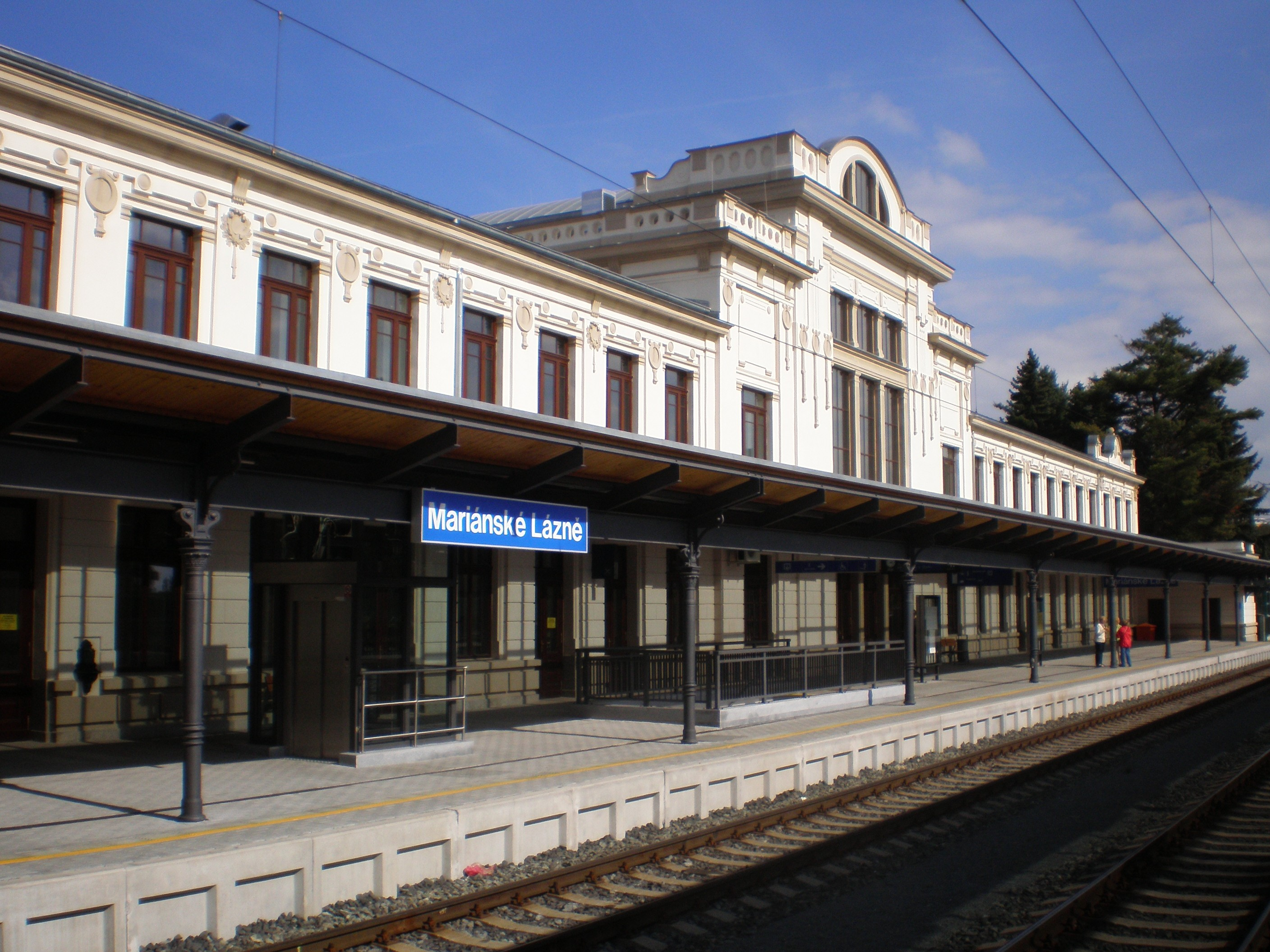
Bahnhof Mariánské Lázně

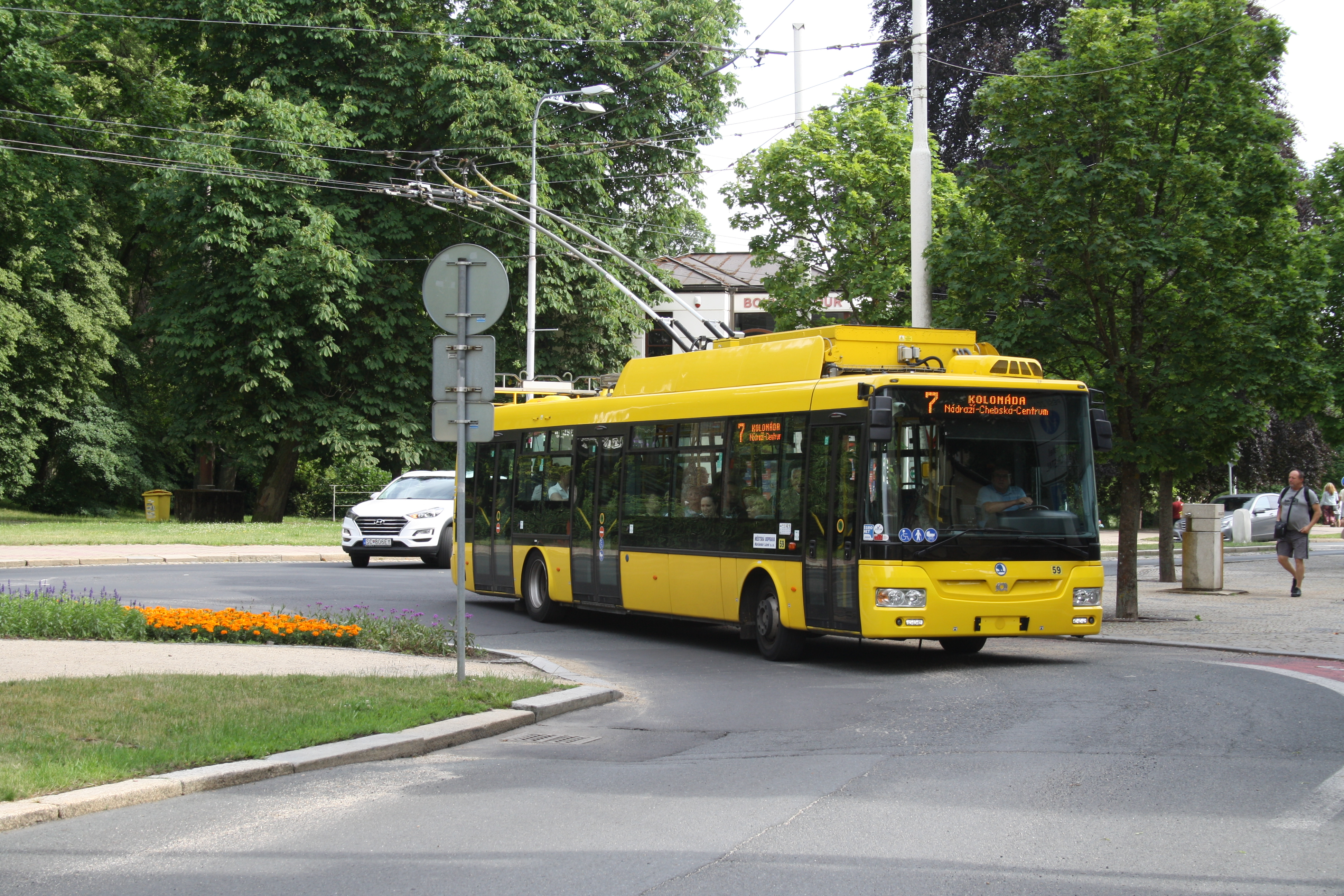
Oberleitungsbus in der Hlavní třída

Marienbad liegt an der Bahnstrecke Plzeň–Cheb, wobei der Bahnhof drei Kilometer von der Innenstadt entfernt liegt. Hier halten auch täglich zwei Zugpaare des Schnellzuges SuperCity der Richtungen Cheb und Prag. Diese verkehren ab Prag weiter in Richtung Ostrava und Bohumín. Vom Bahnhof gelangt man mit den Oberleitungsbus-Linien 5 und 7 ins Zentrum.
An der Bahnstrecke nach Karlsbad befindet sich der Haltepunkt Mariánské Lázně město, der etwas zentraler liegt, aber nur von Regionalzügen bedient wird.
Der innerstädtische Personennahverkehr wird vom Oberleitungsbus Marienbad des Verkehrsunternehmens MĚSTSKÁ DOPRAVA Mariánské Lázně s.r.o. (MDML) bedient (Linien 3, 5, 6 und 7). Die gleiche Gesellschaft führt auch den städtischen Autobusverkehr mit den Linien 10, 13, 16 durch. Das heutige Verkehrsnetz geht auf die Straßenbahn Marienbad zurück, die von 1902 bis 1952 verkehrte und den Bahnhof mit der Innenstadt verband.
Marienbad liegt am Radfernweg Euregio Egrensis.

### Sport
Der drei Kilometer östlich, oberhalb des Stadtzentrums liegende 18-Loch-Golfplatz des Royal Golf Club Mariánské Lázně wurde am 21. August 1905 von dem vor Ort zur Kur weilenden britischen König Edward VII. eröffnet und ist damit der älteste noch existierende Golfplatz Tschechiens. Die gewellten Fairways verlaufen durch eine Parklandschaft, umgeben von Fichtenwäldern. Mit Slopewert 125 gilt der Platz an tschechischen Maßstäben gemessen als schwierig. Das Clubhaus ist im Stil eines englischen Landhauses gestaltet. Nach wie vor erfährt der Golfplatz bisweilen Besuch durch das britische Königshaus.
In der Stadt gibt es zudem ein Sportstadion sowie Schwimmbäder. Im Winter besteht die Möglichkeit, auf dem Gebiet der Stadt Marienbad Ski zu laufen, und zwar auf ausgewiesenen Langlaufloipen und auf Hängen, zu denen Abfahrtsläufer mit Hilfe einer Seilbahn gelangen können. Nahe der Bergstation befindet sich ein großer Hotelkomplex.

## In Kunst und Kultur
- Marienbader Elegie, Goethe, 1827
- Letztes Jahr in Marienbad, Alain Resnais, 1961
- Parfume Marienbad, Prada, 2015

## Persönlichkeiten

### Im Ort geboren
Die Liste enthält eine chronologisch geordnete Übersicht bedeutender, im heutigen Marienbad geborener Persönlichkeiten. Ob die Personen ihren späteren Wirkungskreis in Marienbad hatten oder nicht, ist dabei unerheblich. Viele sind nach ihrer Geburt weggezogen und andernorts bekannt geworden. Die Liste erhebt keinen Anspruch auf Vollständigkeit.
- Josef Schaffer (1862–1938), Architekt in Marienbad
- Karl Zörkendörfer (1864–1945), deutscher Mediziner (Balneologe)
- Ludwig Frank (1883–1945), sudetendeutscher Politiker (SdP, NSDAP)
- Johannes Thummerer (1888–1921), deutscher Bibliothekar und Schriftsteller
- Arno Arnold (1897–1963), deutscher Sportmediziner, geboren in Glatzen
- Ernst Roth (1906–1955), deutscher Politiker (GB/BHE), Mitglied des Bayerischen Landtags
- Werner Stark (1909–1985), österreichischer Soziologe
- Otto Riehs (1921–2008), deutscher Wehrmachts-Soldat und rechtsextremer Aktivist
- Alfred Würl (1925–2005), österreichischer Künstler und Grafiker
- Ernst Hammerschmidt (1928–1993), katholischer Theologe, Orientalist und Äthiopist
- Louis Rauwolf (1929–2003), deutscher Karikaturist
- Wolfram Menzel (1933–2022), deutscher Informatiker und Mathematiker
- Randolf Menzel (* 1940), deutscher Zoologe und Neurobiologe
- Ortwin Michl (* 1942), deutscher Maler und Kunstprofessor
- Rainer Arnold (1943–2025), Rechtswissenschaftler und Hochschullehrer
- Helmut Pohl (1943–2014), deutscher Terrorist der Rote Armee Fraktion (RAF)
- Peter Hofmann (1944–2010), deutscher Opernsänger und Rockmusiker
- Herbert Honsowitz (* 1944), deutscher Diplomat und Botschafter a. D.
- Rudolf Peterke (* 1945), deutscher Politiker (CSU)
- Zdeněk Maryška (* 1947), tschechischer Schauspieler
- Jürgen Danyel (* 1959), deutscher Historiker, Soziologe und Bibliothekar
- Alexander Cejka (* 1970), deutscher Profigolfer
- Michaela Janoušková (* 1992), Handballspielerin
- Michael Špaček (* 1997), Eishockeyspieler

### Im Ort wirkten und lebten
- Karl Joseph Heidler von Heilborn (1792–1866), erster Badearzt in Marienbad, Freund Goethes
- Jonél Kalinczuk (1856–1934), österreichisch-bukowinischer Arzt und Schriftsteller, Kurarzt von 1889 bis 1934
- Wendelin Knauschner (1866–1935), berühmter Organist, Chordirektor und Komponist in Marienbad von 1917 bis 1933
- Adolf Stark (1873–1943), böhmisch-österreichischer Dichter, Schriftsteller, Arzt, Politiker und Freimaurer in Marienbad von 1905 bis 1942
- Hansi Knoteck (1914–2014), österreichische Filmschauspielerin, gab um 1930 ihr Bühnendebüt in Marienbad
- Joseph Labitzky (1802–1881), Kapellmeister und Tanzkomponist, begann um 1825 seine Karriere im Marienbad
- Maximilian Loewy (1875–1948), österreichisch-tschechischer Psychiater und Neurologe; Überlebender des Holocaust
- Vladimír Páral (* 1932), tschechischer Schriftsteller der Gegenwart, lebt seit den 1990er Jahren in Marienbad
- (Eugen) Johannes Riemann (1888–1959), deutscher Schauspieler, arbeitete vor 1914 am Theater in Marienbad
- Ada Sari (1886–1968), polnische Opernsängerin, hielt sich zwischen 1929 und 1965 häufig in Marienbad auf

### Im Ort starben
- Günther Deicke († 2006), deutscher Lyriker und Publizist
- Carl Wilhelm August Fritze († 1850), Bremer Kaufmann und Senator von 1830 bis 1849
- Hermann Traugott Fritzsche junior († 1906), Leipziger Kaufmann und Inhaber der Firma Schimmel & Co.
- Salomon Kalischer († 1924), deutscher Chemiker und Physiker
- Theodor Lessing († 1933), lebte von März bis August 1933 in Marienbad im Exil, ermordet
- Gustav Nebehay († 1935), österreichischer Kunsthändler
- Eduard Petiška († 1987), tschechischer Schriftsteller und Übersetzer
- Louis Fréderic Jacques Ravené († 1879), Stahl- und Eisengroßhändler sowie Kunstmäzen in Berlin
- Robert Rieder († 1913), deutscher Chirurg, Reformer der türkischen Medizinausbildung
- Ludwig Spiegel († 1926), deutscher Jurist und Hochschullehrer an der Karl-Ferdinands-Universität in Prag
- Jan Swerts († 1879), belgischer Maler
- Václav Beneš Třebízský († 1884), tschechischer Schriftsteller und katholischer Priester
- Conrad Wiene († 1934), ungarisch-tschechoslowakischer Theaterschauspieler, Filmregisseur, Filmproduzent und Drehbuchautor
- Albert von Zahn († 1873), deutscher Kunsthistoriker
- Heinrich Zugmayer († 1917), österreichischer Geologe, Paläontologe und Unternehmer

### Berühmte Kurgäste

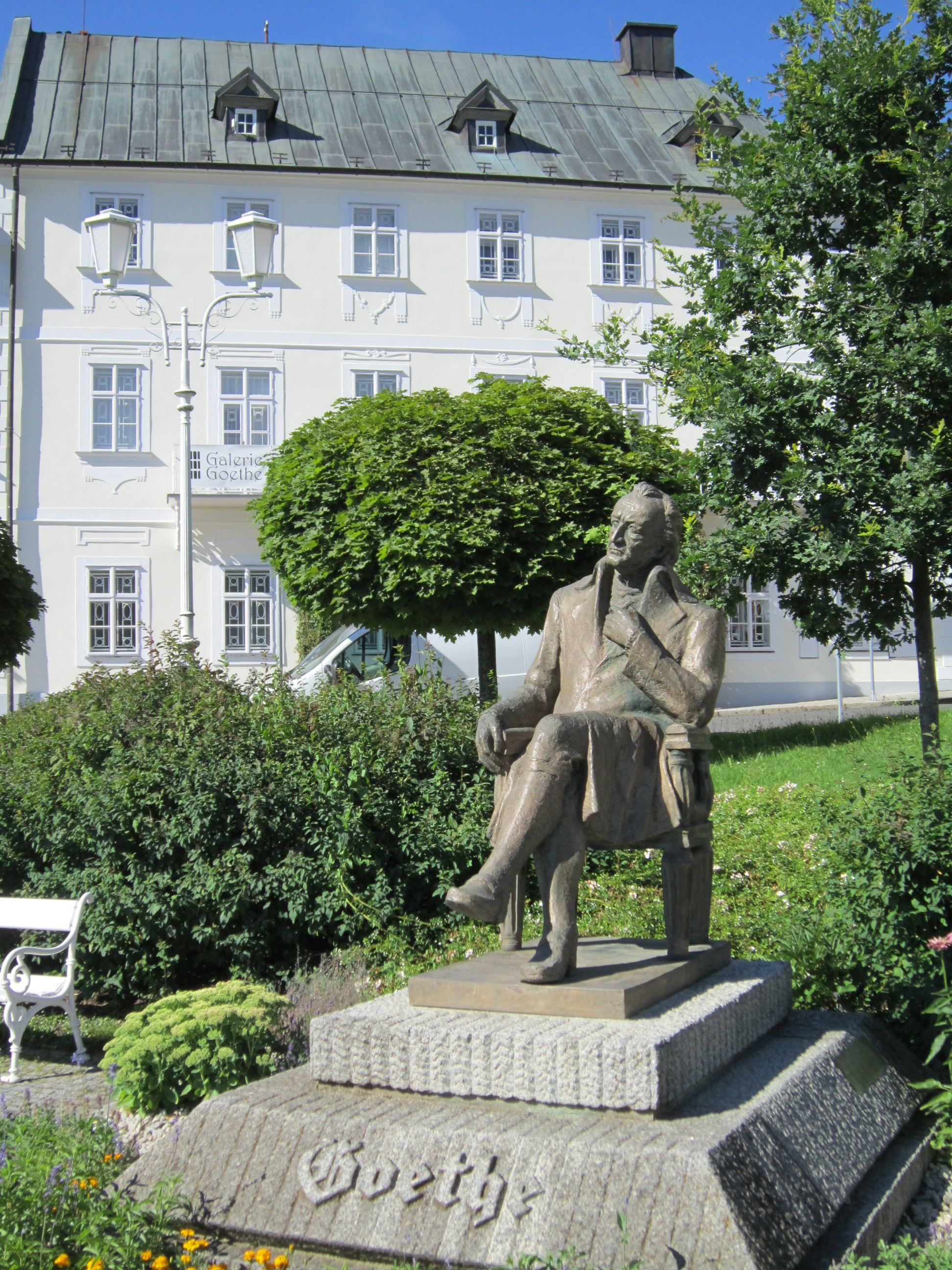
Goethe-Denkmal vor dem Stadtmuseum

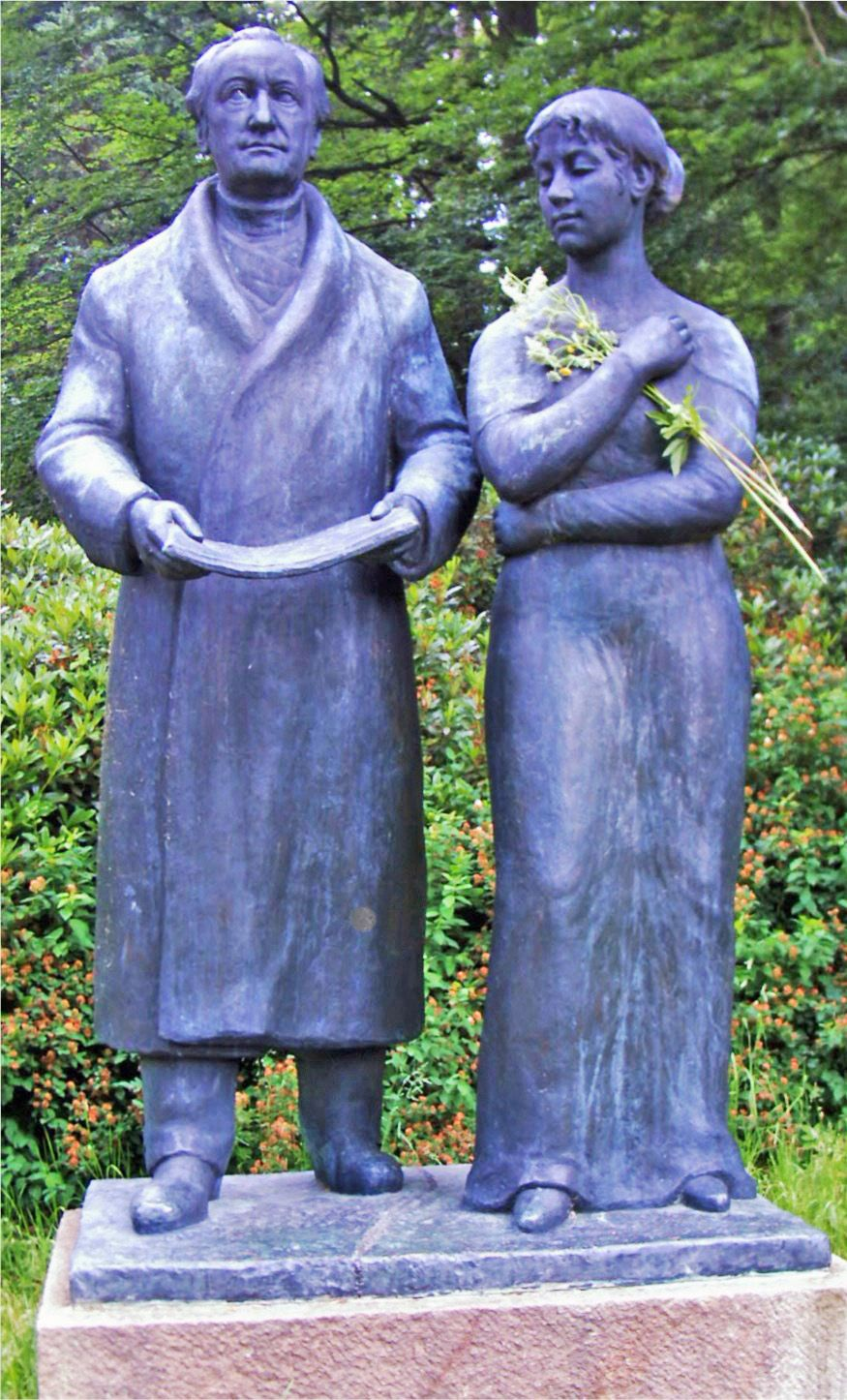
Goethe mit seiner Muse am Marienbader Goethewanderweg unweit der Waldquelle

- Jens Immanuel Baggesen (1764–1826), Schriftsteller und Übersetzer
- Anton Bruckner (1824–1896), Komponist
- Henry Campbell-Bannerman (1836–1908), Politiker und Premierminister
- Frédéric Chopin (1810–1849), Komponist, verlobte sich hier mit Maria Wodzińska (1819–1896)
- Antonín Dvořák (1841–1904), Komponist
- Thomas Alva Edison (1847–1931), Erfinder und Unternehmer
- König Edward VII. (1841–1910), britischer Herrscher
- Kaiser Franz Joseph I. (1830–1916), Kaiser von Österreich
- Sigmund Freud (1856–1939), Neurologe, Tiefenpsychologe, Kulturtheoretiker und Religionskritiker
- Maxim Gorki (1868–1936), Schriftsteller
- Johann Wolfgang von Goethe (1749–1832), Dichter und Naturforscher, der nach seinem Aufenthalt 1823 die Marienbader Elegie schrieb
- Henrik Ibsen (1828–1906), Dramatiker und Lyriker
- Franz Kafka (1883–1924), Schriftsteller
- Ferdinand Laub (1832–1875), Geiger
- Ulrike von Levetzow (1804–1899), Goethes vielleicht letzte Verliebtheit
- Gustav Mahler (1860–1911), Komponist
- Friedrich Nietzsche (1844–1900), klassischer Philologe
- Alfred Nobel (1833–1896), Chemiker und Erfinder
- Michael Pawlowitsch Romanow (1798–1849), Mitglied des Hauses Romanow-Holstein-Gottorp
- Zar Nikolaus II. (1868–1918), der letzte Kaiser bzw. Zar des Russischen Reiches
- Karl Friedrich Schinkel (1781–1841), Baumeister, Architekt, Stadtplaner, Maler, Grafiker, Medailleur und Bühnenbildner
- Arthur Schnitzler (1862–1931), Schriftsteller
- Adalbert Stifter (1805–1868), Schriftsteller
- Johann Strauss (Sohn) (1825–1899), Kapellmeister und Komponist
- Friedrich Adolph August Struve (1781–1840), Arzt und Apotheker
- Mark Twain (1835–1910), Schriftsteller
- Richard Wagner (1813–1883), Komponist
- Carl Maria von Weber (1786–1826), Komponist
- Stefan Zweig (1881–1942), Schriftsteller